# Episodi di The Middle (seconda stagione)
La seconda stagione della serie televisiva The Middle è stata trasmessa negli Stati Uniti dal network ABC dal 22 settembre 2010 al 25 maggio 2011.
In Italia è andata in onda dal 20 maggio al 5 agosto 2011 su Joi, canale a pagamento della piattaforma Mediaset Premium. In chiaro viene trasmessa dal 5 ottobre al 21 dicembre 2011 su Italia 2.
| nº | Titolo originale            | Titolo italiano             | Prima TV USA      | Prima TV Italia |
| -- | --------------------------- | --------------------------- | ----------------- | --------------- |
| 1  | Back to School              | Si torna a scuola!          | 22 settembre 2010 | 20 maggio 2011  |
| 2  | Homecoming                  | La festa degli ex alunni    | 29 settembre 2010 | 20 maggio 2011  |
| 3  | The Diaper Incident         | Il colpo della strega       | 6 ottobre 2010    | 27 maggio 2011  |
| 4  | The Quarry                  | Il piccolo mago             | 13 ottobre 2010   | 27 maggio 2011  |
| 5  | Foreign Exchange            | Scambio culturale           | 20 ottobre 2010   | 3 giugno 2011   |
| 6  | Halloween                   | La notte dei sogni          | 27 ottobre 2010   | 3 giugno 2011   |
| 7  | A Birthday Story            | La storia della mia nascita | 3 novembre 2010   | 10 giugno 2011  |
| 8  | Errand Boy                  | Il ragazzo delle consegne   | 17 novembre 2010  | 10 giugno 2011  |
| 9  | Thanksgiving II             | Ti voglio bene!             | 24 novembre 2010  | 17 giugno 2011  |
| 10 | A Simple Christmas          | Un Natale semplice          | 8 dicembre 2010   | 17 giugno 2011  |
| 11 | Taking Back The House       | Il potere ai genitori       | 5 gennaio 2011    | 24 giugno 2011  |
| 12 | The Big Chill               | Il grande freddo            | 12 gennaio 2011   | 24 giugno 2011  |
| 13 | Super Sunday                | Super domenica              | 19 gennaio 2011   | 1º luglio 2011  |
| 14 | Valentine's Day II          | San Valentino 2             | 9 febbraio 2011   | 1º luglio 2011  |
| 15 | Friends, Lies and Videotape | Amici, bugie e videotape    | 16 febbraio 2011  | 8 luglio 2011   |
| 16 | Hecks on a Plane            | Viaggio a New York          | 23 febbraio 2011  | 8 luglio 2011   |
| 17 | The Math Class              | Lezioni di matematica       | 2 marzo 2011      | 15 luglio 2011  |
| 18 | Spring Cleaning             | Pulizie di primavera        | 23 marzo 2011     | 15 luglio 2011  |
| 19 | The Legacy                  | Il record di papà           | 13 aprile 2011    | 22 luglio 2011  |
| 20 | Royal Wedding               | Le nozze reali              | 20 aprile 2011    | 22 luglio 2011  |
| 21 | Mother's Day II             | La festa della mamma 2      | 4 maggio 2011     | 29 luglio 2011  |
| 22 | The Prom                    | Il ballo studentesco        | 11 maggio 2011    | 29 luglio 2011  |
| 23 | The Bridge                  | Il ponte                    | 18 maggio 2011    | 5 agosto 2011   |
| 24 | Back to Summer              | Torna l'estate!             | 25 maggio 2011    | 5 agosto 2011   |

## Scambio culturale
- Titolo originale: Foreign Exchange
- Diretto da: Paul Lazarus
- Scritto da: Jana Hunter e Mitch Hunter

### Trama
- Guest star: Matthew Moy (Takayuki)

## Un Natale semplice
- Titolo originale: A Simple Christmas
- Diretto da: Elliot Hegarty
- Scritto da: Jana Hunter e Mitch Hunter

### Trama
- Guest star: Jerry Van Dyke (Tag Spence)